# Кипари
Кипари (грч. Κηπάρι) је насељено место у општини Кожани у периферији Западна Македонија, Грчка. Према попису из 2021. године било је 26 становника.
Према бугарском географу и историчару, Василу Канчову, у Кипарију је 1900. године живело 45 Турака. Почетком 20. века турско становништво је принудно исељено у Турску а на њихово место је насељено 24 грчких избегличких породица из Турске, којих је на попису из 1928. године било 106. Село се раније звало Бахче Ловаси.